# Regimentul 4 Vânători (1916-1918)
Regimentul 4 Vânători a fost o unitate de nivel tactic, care s-a constituit la 14/27 august 1916, prin mobilizarea unităților și subunităților existente la pace aparținând de Batalionul 4 Vânători din armata permanentă, dislocat la pace în garnizoana Iași. :p. 123 
Regimentul a făcut parte din organica Diviziei 7 Infanterie. La intrarea în război, regimentul a fost comandat de colonelul Ioan Mihăescu. Regimentul 4 Vânători a participat la acțiunile militare pe frontul românesc, pe toată perioada războiului, între 14/27 august 1916 - 28 ocotmbrie/11 noiembrie 1918.

Drapelul de luptă al regimentului fost decorat cu Ordinul „Mihai Viteazul”, clasa III:
„Pentru vitejia și avântul ce au arătat ofițerii cât și trupa acestui brav regiment, în luptele extrem de înverșunate ce au dat la Parajd în Transilvania, la Uz, Călugăreni și Odobești.”
Înalt Decret no. 17 din 10 ianuarie 1917:p.157

## Participarea la operații

### Campania anului 1916
În campania anului 1916 Regimentul 4 Vânători a participat la acțiunile militare în dispozitivul de luptă al Diviziei 7 Infanterie, participând la Operația ofensivă în Transilvania , Prima bătălie de la Oituz,  Operația de apărare a Bucureștiului , precum și al acțiunile militare care au condus la stabilizarea frontului pe Siret. 

### Campania anului 1917
În campania anului 1917 Regimentul 4 Vânători a participat la acțiunile militare în dispozitivul de luptă al Diviziei 7 Infanterie, participând la Bătălia de la Mărășești . În această campanie, regimentul a fost comandat de locotenent-colonelul Stroe Beloiu.

### Campania anului 1918
În anul 1918 Regimentul 4 Vânători a făcut parte din Brigada 4 Vânători, din organica Diviziei 2 Vânători. :pp. 197-198

## Comandanți
- Locotenent-colonel Ioan Mihăescu
- Locotenent-colonel Stroe Beloiu

## Decorații
- Ordinul „Mihai Viteazul”, clasa III, 30 februarie 1917[4]:p.157